# 1965年电影

## 第三屆金馬獎
- 最佳劇情片——《養鴨人家》（中影公司出品）
- 最佳導演——李行《養鴨人家》
- 最佳男主角——葛香亭《養鴨人家》
- 最佳女主角——李麗華《故都春夢》